# Blood (песня)
«Blood» (с англ. — «Кровь») — третий сингл с альбома The Back Room британской рок-группы Editors. «Blood» был издан 11 июля 2005 года независимым лейблом Kitchenware Records. 19 июня 2006 года, на волне успеха The Back Room и концертных туров в его поддержку, Kitchenware Records выпустили переиздание сингла.

## О песне
Авторами песни являются музыканты группы — Том Смит, Крис Урбанович, Рассел Лич и Эд Лей.
«Blood» написана в тональности фа-диез минор (F#m) с тактовым размером 4/4 и темпом 150 ударов в минуту. Вокальный диапазон Тома Смита простирается от ми малой октавы (E3) до соль-диез второй октавы (G#5).
По мнению обозревателя журнала Play Ивана Калашникова, краткие, экспрессивные куплеты «Blood» чередуются с эффектным человеконенавистническим припевом «Кровь бежит по твоим венам — на этом наше сходство заканчивается», а текст песни повествует о том, насколько трудно и важно оставаться честным.

## Отзывы критиков
Обозреватель онлайн-сервиса AllMusic Маккензи Уилсон выделил композиции «Munich» и «Blood» в качестве наиболее ярких моментов альбома The Back Room. Уилсон также отметил, что по сравнению с «Munich» «Blood» является «более роскошной, танцевальной» песней. По мнению Джеймса Джема из NME, «Blood» «рвёт и мечет подобно The Futureheads, съевшими слишком много сахара». Согласно рецензенту электронного журнала Pitchfork Джейсону Кроку, в этой песне Editors удалось совместить «„цепляющую“ вокальную мелодию» с «энергичным исполнением», нашедшим своё выражение в «напористом ритме».
Дом Гурли из сетевого ресурса Drowned in Sound присвоил синглу оценку в 8 баллов из 10 и подчеркнул, что хотя при создании «Blood» музыканты и вдохновлялись творческой манерой Питера Хука (Joy Division, New Order) и Эджа (U2), звучание Editors всё равно является «самобытным и мгновенно узнаваемым». Иван Калашников, представляя песню читателям Play, назвал её «драйвовой и лаконичной».

## Коммерческий успех
По итогам продаж за 17—23 июля 2005 года «Blood» вошёл в британский хит-парад под номером 18 (было реализовано 5.286 копий) и стал первым синглом Editors, попавшим в Топ-20 Соединённого Королевства.
Переиздание «Blood» по итогам продаж за 25 июня — 1 июля 2006 года обосновалось на 39-м месте UK Singles Chart. Благодаря попаданию переиздания сингла в Топ-40 The Back Room продвинулся вверх в британском хит-параде альбомов сразу на 45 пунктов.

## Список композиций
Слова и музыка всех песен (если не указано иначе) — Смит, Урбанович, Лич, Лей.
| №  | Название      | Длительность |
| -- | ------------- | ------------ |
| 1. | «Blood»       |              |
| 2. | «Forest Fire» |              |

| №                   | Название                                     | Длительность |
| ------------------- | -------------------------------------------- | ------------ |
| 1.                  | «Blood»                                      | 3:25         |
| 2.                  | «Heads in Bags»                              | 3:08         |
| 3.                  | «Blood (The Freelance Hellraiser Editorial)» | 5:17         |
| Общая длительность: | Общая длительность:                          | 11:50        |

| №                   | Название                            | Длительность |
| ------------------- | ----------------------------------- | ------------ |
| 1.                  | «Blood»                             | 3:26         |
| 2.                  | «Let Your Good Heart Lead You Home» | 4:36         |
| Общая длительность: | Общая длительность:                 | 8:02         |

| №                   | Название                                  | Длительность |
| ------------------- | ----------------------------------------- | ------------ |
| 1.                  | «Blood»                                   | 3:22         |
| 2.                  | «Orange Crush» (Стайп, Бак, Миллз, Берри) | 4:13         |
| 3.                  | «Camera (Oakenfold Remix)»                | 7:44         |
| 4.                  | «Blood» (Video)                           | 3:25         |
| Общая длительность: | Общая длительность:                       | 18:44        |

| №                   | Название            | Длительность |
| ------------------- | ------------------- | ------------ |
| 1.                  | «Blood»             | 3:25         |
| 2.                  | «Heads in Bags»     | 3:08         |
| 3.                  | «Blood (Remix)»     | 5:17         |
| Общая длительность: | Общая длительность: | 11:50        |

## Комментарии
1. ↑  Ремикс The Freelance Hellraiser[англ.].
2. ↑  Кавер-версия песни американской рок-группы R.E.M. (1988).
3. ↑  Ремикс Пола Окенфолда.
4. ↑  Ремикс The Freelance Hellraiser.